# Tir aux Jeux olympiques d'été de 2012 - Pistolet à 10 m air comprimé femmes
Navigation
Pékin 2008 Rio de Janeiro 2016
L'épreuve féminine de pistolet à 10 mètres air comprimé des Jeux olympiques d'été de 2012 se déroule aux Royal Artillery Barracks à Londres, le 29 juillet 2012. La Chinoise Guo Wenjun conserve son titre olympique.

## Format de la compétition
L'épreuve se compose d'un tour de qualification et d'une finale. En qualification, chaque athlète effectue 40 tirs à 10 mètres de la cible, avec un pistolet à air comprimé. Les 8 meilleurs tireurs en qualification se qualifient pour la finale.
Lors de la finale, les athlètes effectuent 10 nouveaux tirs. Le score total des 50 tirs détermine le classement final et l'attribution des médailles.

## Médaillés
| Or         | Argent            | Bronze          |
| Guo Wenjun | Céline Goberville | Olena Kostevych |

## Qualification
| Rang | Athlète                   | Pays               | 1  | 2  | 3  | 4  | Total | Notes |
| ---- | ------------------------- | ------------------ | -- | -- | -- | -- | ----- | ----- |
| 1    | Guo Wenjun                | Chine              | 98 | 98 | 98 | 94 | 388   | Q     |
| 2    | Olena Kostevych           | Ukraine            | 97 | 95 | 97 | 98 | 387   | Q     |
| 3    | Céline Goberville         | France             | 96 | 98 | 96 | 97 | 387   | Q     |
| 4    | Su Yuling                 | Chine              | 97 | 96 | 96 | 94 | 386   | Q     |
| 5    | Zorana Arunović           | Serbie             | 94 | 98 | 96 | 97 | 385   | Q     |
| 6    | Viktoria Chaika           | Biélorussie        | 96 | 96 | 98 | 95 | 385   | Q     |
| 7    | Lenka Marušková           | République tchèque | 95 | 97 | 96 | 97 | 385   | Q     |
| 8    | Liubov Yaskevich          | Russie             | 96 | 96 | 94 | 99 | 385   | Q     |
| 9    | Antoaneta Boneva          | Bulgarie           | 95 | 97 | 96 | 96 | 384   |       |
| 10   | Jo Yong-suk               | Corée du Nord      | 97 | 96 | 95 | 96 | 384   |       |
| 11   | Tanyaporn Prucksakorn     | Thaïlande          | 93 | 98 | 98 | 94 | 383   |       |
| 12   | Heena Sidhu               | Inde               | 93 | 97 | 97 | 95 | 382   |       |
| 13   | Kim Jang-mi               | Corée du Sud       | 97 | 97 | 95 | 93 | 382   |       |
| 14   | Dina Aspandiyarova        | Australie          | 96 | 94 | 98 | 94 | 382   |       |
| 15   | Joana Castelão            | Portugal           | 95 | 98 | 96 | 92 | 381   |       |
| 16   | Zsófia Csonka             | Hongrie            | 98 | 96 | 94 | 93 | 381   |       |
| 17   | Kim Byung-hee             | Corée du Sud       | 96 | 95 | 93 | 97 | 381   |       |
| 18   | Otryadyn Gündegmaa        | Mongolie           | 95 | 94 | 94 | 97 | 380   |       |
| 19   | Alejandra Zavala          | Mexique            | 97 | 95 | 94 | 94 | 380   |       |
| 20   | Claudia Verdicchio-Krause | Allemagne          | 95 | 93 | 97 | 95 | 380   |       |
| 21   | Le Thi Hoang Ngoc         | Viêt Nam           | 97 | 95 | 94 | 93 | 379   |       |
| 22   | Bobana Veličković         | Serbie             | 93 | 92 | 98 | 96 | 379   |       |
| 23   | Annu Raj Singh            | Inde               | 94 | 96 | 97 | 91 | 378   |       |
| 24   | Maria Grozdeva            | Bulgarie           | 95 | 94 | 94 | 95 | 378   |       |
| 25   | Munkhbayar Dorjsuren      | Allemagne          | 95 | 94 | 94 | 95 | 378   |       |
| 26   | Sonia Franquet            | Espagne            | 93 | 95 | 91 | 99 | 378   |       |
| 27   | Tien Chia-chen            | Taipei chinois     | 91 | 96 | 93 | 95 | 378   |       |
| 28   | Sandra Uptagraft          | États-Unis         | 94 | 91 | 96 | 97 | 378   |       |
| 29   | Marina Zgurscaia          | Moldavie           | 91 | 92 | 97 | 97 | 377   |       |
| 30   | Noura Nasri               | Tunisie            | 96 | 93 | 93 | 95 | 377   |       |
| 31   | Yukari Konishi            | Japon              | 93 | 95 | 94 | 95 | 377   |       |
| 32   | Mira Suhonen              | Finlande           | 95 | 99 | 94 | 89 | 377   |       |
| 33   | Nino Salukvadze           | Géorgie            | 93 | 95 | 92 | 96 | 376   |       |
| 34   | Dorothy Ludwig            | Canada             | 94 | 96 | 91 | 95 | 376   |       |
| 35   | Heidi Diethelm Gerber     | Suisse             | 91 | 91 | 97 | 96 | 375   |       |
| 36   | Yu Ai-wen                 | Taipei chinois     | 92 | 94 | 95 | 94 | 375   |       |
| 37   | Natalia Paderina          | Russie             | 93 | 94 | 95 | 93 | 375   |       |
| 38   | Stéphanie Tirode          | France             | 95 | 92 | 95 | 93 | 375   |       |
| 39   | Irada Ashumova            | Azerbaïdjan        | 96 | 93 | 90 | 93 | 372   |       |
| 40   | Lalita Yauhleuskaya       | Australie          | 95 | 90 | 94 | 92 | 371   |       |
| 41   | Naphaswan Yangpaiboon     | Thaïlande          | 91 | 92 | 92 | 95 | 370   |       |
| 42   | Athina Douka              | Grèce              | 92 | 91 | 93 | 39 | 369   |       |
| 43   | Ana Luiza Souza Lima      | Brésil             | 91 | 95 | 90 | 95 | 367   |       |
| 44   | Beata Bartkow Kwiatkowska | Pologne            | 92 | 97 | 87 | 90 | 366   |       |
| 45   | Maribel Pineda            | Venezuela          | 89 | 91 | 93 | 92 | 365   |       |
| 46   | Noor Al-Ameri             | Irak               | 91 | 91 | 87 | 91 | 360   |       |
| 47   | Georgina Geikie           | Grande-Bretagne    | 90 | 89 | 88 | 92 | 359   |       |
| 48   | Claudia Fajardo Rodriguez | Honduras           | 83 | 91 | 84 | 90 | 348   |       |
| 49   | Ip Pui Yi                 | Hong Kong          | 89 | 89 | 80 | 88 | 346   |       |

## Finale
| Rang | Pays        | Athlète           | Qualification | 1    | 2    | 3    | 4    | 5    | 6    | 7    | 8    | 9    | 10   | Total |
| ---- | ----------- | ----------------- | ------------- | ---- | ---- | ---- | ---- | ---- | ---- | ---- | ---- | ---- | ---- | ----- |
| 1    | Chine       | Guo Wenjun        | 388           | 8.0  | 10.8 | 9.3  | 10.5 | 10.1 | 10.1 | 10.3 | 9.8  | 10.4 | 10.8 | 488.1 |
| 2    | France      | Céline Goberville | 387           | 9.8  | 10.0 | 9.4  | 9.6  | 10.8 | 10.6 | 10.1 | 10.4 | 10.1 | 8.8  | 486.6 |
| 3    | Ukraine     | Olena Kostevych   | 387           | 10.1 | 9.7  | 9.1  | 10.6 | 9.9  | 10.6 | 10.1 | 9.8  | 9.2  | 10.5 | 486.6 |
| 4    | Russie      | Liubov Yaskevich  | 385           | 10.8 | 9.7  | 9.1  | 10.1 | 10.0 | 9.8  | 9.8  | 10.5 | 10.5 | 10.7 | 486.0 |
| 5    | Biélorussie | Viktoria Chaika   | 385           | 9.4  | 9.6  | 10.2 | 10.6 | 9.8  | 10.2 | 9.5  | 10.2 | 10.7 | 10.0 | 485.2 |
| 6    | Chine       | Yuling Su         | 386           | 8.7  | 9.4  | 9.9  | 10.3 | 10.4 | 9.9  | 10.1 | 9.4  | 10.3 | 10.2 | 484.6 |
| 7    | Serbie      | Zorana Arunovic   | 385           | 9.8  | 9.3  | 9.4  | 10.3 | 10.0 | 9.4  | 10.4 | 9.6  | 10.4 | 9.9  | 483.5 |
| 8    | Tchéquie    | Lenka Maruskova   | 385           | 10.3 | 8.8  | 10.6 | 10.5 | 9.5  | 10.2 | 9.4  | 10.2 | 8.8  | 9.3  | 482.6 |

Nota : à l'issue des 10 tirs de la finale, Céline Goberville et Olena Kostevych étaient ex æquo et ont été départagées par un tir supplémentaire (10.6 pour la française et 9.7 pour l'ukrainienne).

## Sources
- Le site officiel du Comité international olympique
- Site officiel de Londres 2012
- Résultats de la finale féminine